# ワシリエフスキー島

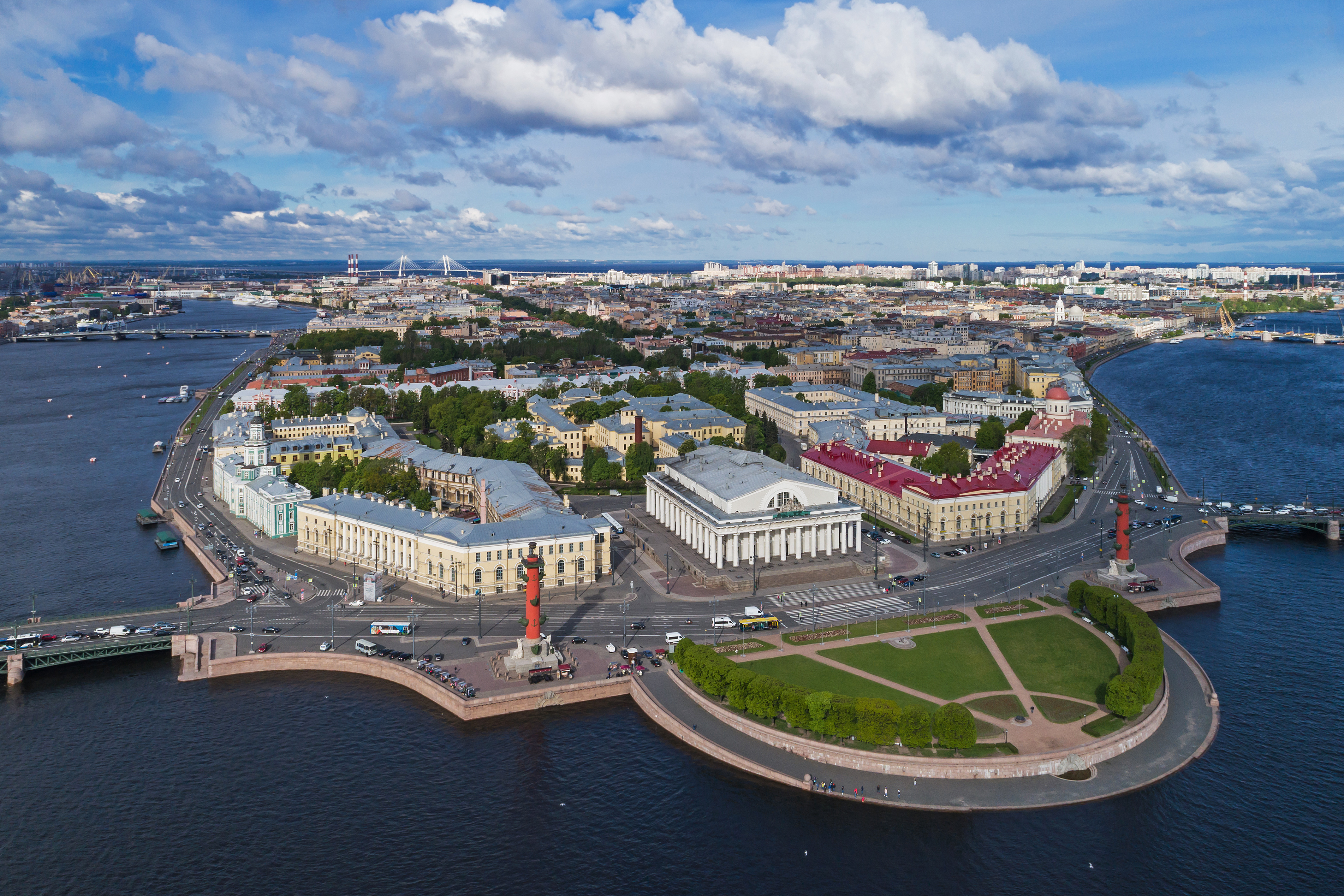
ワシリエフスキー島の東の端には旧サンクトペテルブルク証券取引所と二本の勝利塔がある。

ワシリエフスキー島（ワシリエフスキーとう、ロシア語: Васи́льевский о́стров）はロシア第二の都市サンクトペテルブルクのフィンランド湾に面した島で、市中心部からネヴァ川の橋を渡った便利な所で宮殿や政府機関が多く所在している。

## 名称
ワシリエフスキー島の名は、以前スウェーデン領あるいはノルウェー領であったことから当時の名前をロシア語風にしたとも、サンクトペテルブルクの都市建設を始めたピョートル大帝の部下、ワシリー・コルチミン（Vassily Korchmin）にちなむとも言われている。「島に住むワシリー」に宛てたピョートル大帝の手紙が残っていることから後者の由来が信じられており、島にはコルチミンの像も建立されている。

## 地理
ワシリエフスキー島北緯59度56分 東経30度16分 / 北緯59.94度 東経30.26度座標: 北緯59度56分 東経30度16分 / 北緯59.94度 東経30.26度はロシア・サンクトペテルブルクのネヴァ川河口の近く、小ネヴァ川（Malaya Neva River）と大ネヴァ川に分流するところにある。南北を両川に挟まれ、西側はフィンランド湾に面している。面積は19.3平方キロメートルで、行政的にはワシリエオストロフ区にあり、人口は209,188人 (2017年)である。

## 有名建物
島の東端は「ストレルカ」（砂嘴）と呼ばれていて、旧サンクトペテルブルク証券取引所と二本の勝利塔などがあり観光客に人気がある。大ネヴァ川側（島の南側）には、クンストカメラ博物館、ロシア帝国アカデミー、サンクトペテルブルク国立大学のメインキャンパス、十二役所（Twelve Collegia）、メンシコフ宮殿（Menshikov Palace）、アンドレフスキー大聖堂（Saint Andrew's Cathedral）などがあり、全て18世紀からの建物である。比較的新しいものは、電車博物館（Museum of Electrical Transport）などである。
島の西側の開発は比較的最近のことで、ソ連時代のアパートや港湾施設が建ち並んでおり、埋め立てによって造成された土地もある。
工場としては、バルチック造船所などがある。また、プーシキンの家（Pushkin House）もワシリエフスキー島にある。

## 交通
サンクトペテルブルク地下鉄3号線のワシレオストラフスカヤ駅、またはプリモルスカヤ駅で下車。市中心部からは宮殿橋またはブラゴヴェシェンスキー橋でネヴァ川を渡る。ペトロパヴロフスク要塞方面からはブルジェヴォイ（証券取引所）橋で小ネヴァ川を渡る。
島の西部には有料の「西高速直径道路」が南北に走っていて、北方面と南方面で「サンクトペテルブルク環状道路」へ接続している。

## 参照項目
- サンクトペテルブルク
- ネヴァ川